# Бої під Талі-Іхантала
Бої під Талі-Іхантала — бойові дії на Карельському перешийку, що велися в часі з 25 червня по 9 липня 1944 року на південний схід від Виборга, котрі слідували відразу після зайняття міста радянськими військами у перебігу радянсько-фінської війни та власне є продовженням Виборзької наступальної операції радянських військ.

## Передумови
Використовуючи сприятливий для ведення оборонних боїв рельєф місцевості, фінське командування посилює війська, що оборонялися, свіжими дивізіями, що були перекинуті з території Карелії. Сюди ж нацистське командування передає деякі свої підрозділи; завдяки проведеним заходам фінські сили змогли стримати радянський наступ.
Радянські війська під час двотижневих наступальних боїв, вимотані ще в попередніх бойових діях, змогли просунутися менше ніж на 10 кілометрів, по цьому наступ припинився і війська перейшли до оборони.

## Співвідношення сил сторін
СРСР
- 21-ша армія
  - 30-й гвардійський стрілецький корпус
  - 97-й стрілецький корпус
  - 108-й стрілецький корпус
  - 109-й стрілецький корпус
  - 110-й стрілецький корпус

Фінляндія
- 4-й армійський корпус
  - 3-тя піхотна дивізія
  - 4-та піхотна дивізія
  - 6-та піхотна дивізія
  - 11-та піхотна дивізія
  - 18-та піхотна дивізія
  - 3-я піхотна бригада
  - 20-а піхотна бригада — 5133 військових станом на 20 червня[5]
  - Фінська танкова дивізія (генерал-майор Рубен Лагус)

Німеччина
- - 303-я бригада штурмових гармат (прибула під Талі 25 червня — 12 StuH 42 та 30 StuG-40 Ausf. G) з армійської групи «Нарва»[6]
  - авіаційний полк («з'єднання Кюхлмеі») — до 70 літаків з 5-го повітряного флоту[7]

## Планування перебігу бойових дій радянським командуванням та передумови
20 червня радянські війська займають Виборг. Ставка ВГК 21 червня 1944 року у зв'язку із успішним перебігом Виборзької операції деталізує завдання військ Ленінградського фронту. Директивою того ж дня радянським військам наказується наступ із завданням до 26 -28 червня основними силами вийти на рубіж Іматра — Лаппеенранта — Віройокі.
Того ж дня командувач Ленінградським фронтом маршал Леонід Говоров представляє підготований план наступу на Карельському перешийку. В плані операції основний удар пропонувалося зробити в напрямі Лаппеенранти з подальшим розгортанням удару силами 21-ї та частини 59-ї армії. Наступ мав розгортатися в західному напрямі з метою виходу на рубіж Лаппеенранта — Сурпяля; 23-й армії ставилося завдання форсувати річку Вуоксі на відтинку Антреа — Енсо та продовжити наступ в напрямі Хійтоли.
На першому проміжку було заплановано задіяти два стрілецькі корпуси, посилені підрозділами 23-ї армії, та три стрілецькі корпуси 21-ї армії. Наступним етапом мало бути залучення восьми стрілецьких корпусів 21-ї, 23-ї та 59-ї армій. Окрім того, Військове керівництво фронту вимагає додаткову підмогу — два стрілецькі корпуси, одну інженерно-саперну бригаду, також 60 танків та САУ та збільшити кількість іншої військової техніки та набоїв — виділено 30 танків Т-34, 30 самохідних установок СУ-76 та 100 автомобілів «Студебекер».
22 червня Ставка затверджує запропонований план за виключенням додаткових двох стрілецьких корпусів, мотивуючи відмову наявністю достатніх сил та засобів у Ленінградського фронту.
У фінів в смузі від Виборга до озера Вуокса 3-я, 4-а та 18-а піхотні дивізії та 3-я й 20-а піхотні бригади тримали оборону на фронті довжиною приблизно 40 кілометрів. У резерві наступу знаходилися бронетанкова дивізія та 10-а дивізія, що поповнювалася після зазнаних бойових втрат. Майже всі підрозділи фінських військ були значно ослаблені в попередніх боях, за виключенням перекинутої із Карелії 20-ї бригади.

## Перебіг боїв та передислокація
Радянські війська після зайняття Виборгу продовжують наступ в південно-східному напрямі; 21 червня в боях захоплені Кянтюмя, Таммісуо, Патакахіа, Сала-Паккола, Туоккола, Хейніокі, залізнична станція Таммісуо.

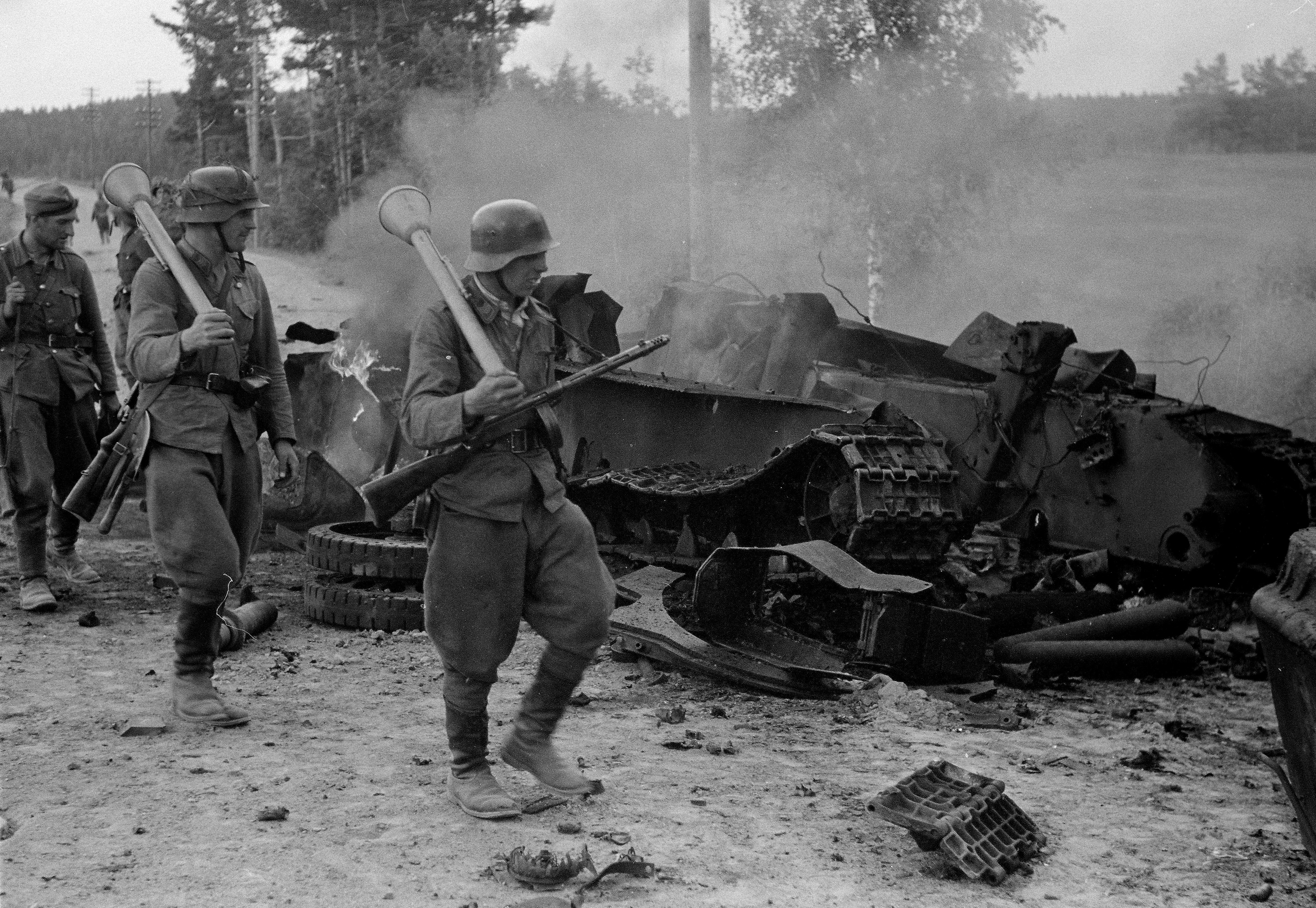
Підбитий фінами під Талі-Іхантала Т-34

Увечері 21 червня під Портінхойка перекидається фінська група «Ківіперя» — важка панцерна рота та 5-й єгерський корпус, посилені трьома StuG-40.
Протягом 22-23 червня радянськими військами в боях зайняті Костіала, Куйвала, Лапінлахті, Лаунтаімайя, Лехтола, Мусталахті, Репола, містечко та залізнична станція Тапі. В ході боїв за плацдарм на річці біля села Іхантала 21 червня майже всі радянські танки виведені з ладу, вночі їх ремонтувала група ремонтників, так відбувалося майже кожної ночі, доки вцілілі танки могли використовуватися лише як вогневі точки в обороні плацдарму (бої на плацдармі продовжувалися до 25 серпня).
Одночасно Третій Рейх постачає фаустпатрони — 19 червня 9000 та 22 червня 5000 одиниць. Публіцист Марк Солонін зазначає, що несподіване масове застосування цієї зброї дозволило виграти фінам тижні часу.
З 20 червня у боях під Виборгом бере участь авіаційний полк, який отримав назву за прізвищем свого командира — «з'єднання Кюхлмеї» — 23 одиниці Ю-87 та 23 тяжкі винищувачі, переважно Ф-190 (інші джерела зазначають про Ф-190, Junkers Ju 87 та Ме-109).
Нацистське керівництво перекидає фінам також 39 винищувачів Ме-109 до кінця червня, в липні — ще 19 одиниць. Також в часі боїв на підмогу фінам прибуває 303-я бригада штурмових гармат.
За час з 20 по 24 червня із Фінляндії для посилення оборони на Карельський перешийок перекинуті 6-та, 11-а та 18-а піхотні дивізії.
В ході боїв радянські війська знайшли слабину у фінській обороні поблизу Палі, де було можливим використовувати масово бронетехніку.
25 червня проводиться годинна артилерійська підготовка, о 7-30 ранку розпочався радянський наступ в планованій зоні прориву біля Талі. Підрозділи 30-го та 109-го стрілецьких корпусів проводять удари з обох берегів озера Лейтімо-ярві в напрямах Конккала — Юустіла та Нурмілампі — Іхантала. 97-й корпус наступав на перешийку між Суоменведенпох'я та Краснохолмським озером уздовж Сайменського каналу. Запеклі бої велися північніше Талі протягом кількох днів, під час яких фінські війська контратакували наступаючих червоноармійців та провели (невдалу) спробу оточення.
Того ж дня фінський 1-й бронебатальйон (в якому було тільки 5 танків — трофейні КВ, Т-28, Т-34 та Т-50) звів бій біля Юустільського шлюзу, у якому фінський КВ був виведений, але підбив два Т-34 та захопив ІСУ-152 (вибув з ладу під час контратаки 29 червня); загалом того дня фіни підбили сім Т-34-85, з яких три відремонтували та взяли на озброєння.
28 червня відбувся бій біля Краснохолмського озера, радянські бійці підбили два трофейні фінські Т-26, піхота їх евакуювала, до вечора фіни вибиті з району Портінхойка.

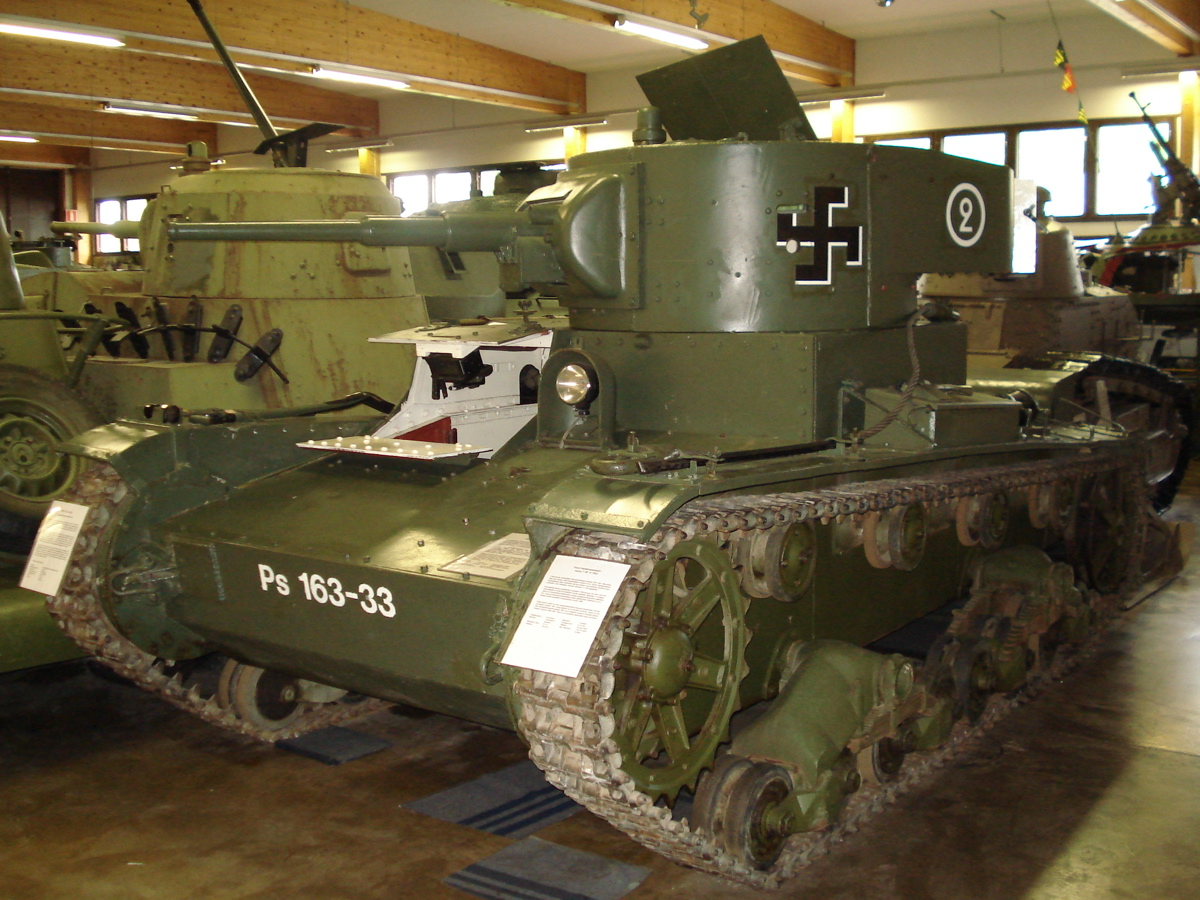
Т-26 в музеї Парола.

Підрозділи 46-ї стрілецької дивізії за підтримки 594-го мінометного, 1235-го артилерійського та 1237-го самохідно-артилерійського полків вранці 29 червня виводяться з другого ешелону в бій форсують затоку Вентеляселькя (Ventelänselkä) та захопили на східному березі плацдарм три кілометри завширшки, до вечора заволоділи перехрестям шосейних доргі та населеним пунктом Портніхойка, при цьому зайшли в тил контратакуючим фінським силам.
30 червня радянські війська займають фінські опорні пункти Іхантала, Карісалмі, Мякеля, Няатяля та залізничну станцію Карісалмі.
Карл Маннергейм у мемуарах зазначав, що радянські війська змогли вклинитися вглиб до 6 кілометрів по лінії Виборг — Купарсаарі — Тайпале. Сюди перекидається з Карелії 6-та дивізія генерал-майора Ейнара Віхма, котра змогла вирівняти оборону від Іхантала, сам генерал Віхма в боях загинув. Наступ в напрямі, де приймало по його оцінках 16-17 радянських дивізій, був зупинений.
Одночасно з наступом по фронту сили Ленінградського фронту та Балтійського флоту провели декілька десантних операцій, зоокрема — Бйоркська десантна операція та десант на острови Виборзької затоки, зокрема, очистили від фінських військ 4 липня острів Суніонсаарі, а 5 липня — Тейкарсаарі. При цьому завданням десантних операцій було використати острови Виборзької затоки як плацдарм для десантування з'єднань 59-ї армії в тил фінського угрупування, що оборонялося північніше Виборга; проте радянським війська повністю завдання виконати не вдалося.
10 липня фінська панцерна бригада відходить під Вуосалмі, де їхні частини перебували у важкому становищі.
Радянська 23-тя армія в часі наступу досягла лише обмежених результатів — було захоплено плацдарм на лівому березі річки Вуокси але розвинути з нього наступ в часі боїв за Вуосалмі не вдалося.
11 липня 1944 року Ставка ВГК наказує війська Ленінградського фронту, котрі провадили наступальні операції на Карельському перешийку, припинити активні бойові дії та перейти до оборони.

## Результати
За час боїв 24-29 червня побіля Талі — Іхантала фінський батальйон штурмових гармат — за фінськими даними — ліквідував 44 радянські танки, сам втратив при цьому 3.
У фінських джерелах результати боїв оцінюються як перемога в протиборстві, завдяки якій фінським військам вдалося припинити плани СРСР по захопленню та окупації Фінляндії.